# کنتور وامانی
کنتور وامانی (به اسپانیایی: Kuntur Wamani) یک کوه در پرو است که در Peru, Huancavelica Region واقع شده‌است. کنتور وامانی ۴٬۸۰۰ متر بالاتر از سطح دریا واقع شده‌است.